# Мендес, Сэм
Сэр Сэ́мюэл Алекса́ндр Ме́ндес (англ. Samuel Alexander Mendes, род. 1 августа 1965 года) — английский режиссёр театра и кино, продюсер и драматург. Обладатель премии «Оскар» за лучшую режиссуру — является одним из шести режиссёров в истории мирового кинематографа, получивших эту награду за дебютный фильм. Командор ордена Британской империи (CBE, 2000), рыцарь-бакалавр (2020).

## Биография
Сэм Мендес родился 1 августа 1965 года в Рединге, Беркшир, Англия, в семье уроженца Нью-Йорка, преподавателя Джеймисона Питера Мендеса (род. 1939) и детской писательницы Валери Хелен Мендес (урождённой Барнет, род. 1939), еврейского происхождения из графства Бакингемшир. Его дед — тринидадский англоязычный писатель Альфред Хуберт Мендес (1897—1991), уроженец Порт-оф-Спейна, чья семья происходила из Мадейры и Гренады — в 1930-е годы жил в США; в Вирджинии он женился на своей третьей жене — иммигрантке из Уругвая итальянского происхождения и через год после рождения их первого сына в 1940 году вернулся с семьёй в Тринидад. Прадед, Альфред Мендес, пресвитерианец из Мадейры, в 1931—1948 годах был вице-консулом Тринидада. В 1970 году, когда Сэму было пять лет, его родители развелись, и он воспитывался матерью.
Сэм поступил в Кембридж, участвовал в Чичестерском театральном фестивале. Самые известные его театральные постановки — мюзикл «Кабаре», «Вишнёвый сад» с Джуди Денч, «Голубая комната» с Николь Кидман, «Компания».
В 1999 году состоялся режиссёрский дебют Сэма Мендеса — фильм «Красота по-американски», получивший пять «Оскаров», в том числе за лучшую режиссуру.
Был женат на Кейт Уинслет. В марте 2010 года было объявлено об их разводе.
В 2003 году совместно с продюсерами Каро Ньюлингом и Пиппой Харрис основал компанию «Neal Street Productions» по производству кинофильмов, театральных постановок и телесериалов.
В 2012 году поставил 23-й фильм о спецагенте MI6 Джеймсе Бонде, получивший название «007: Координаты „Скайфолл“». Картина с триумфом прошлась по кинотеатрам США, критики отмечали, что «Скайфолл» — один из лучших фильмов «бондианы» за всю её историю. В 2015 году вышел следующий фильм «бондианы» «007: Спектр», принятый как критиками, так и зрителями более прохладно. Мендес стал первым с 1980-х годов режиссёром, снявшим два фильма подряд о Бонде.
В декабре 2019 года состоялась премьера фильма «1917», который основан на воспоминаниях деда режиссёра Альфреда Мендеса. Сэм впервые снял фильм по собственному сценарию. «1917» получил целый ряд важнейших кинопремий, он был признан лучшим фильмом на премии BAFTA, лучшим фильмом (драмой) на «Золотом глобусе». На осень 2022 года запланирована премьера фильма «Империя света».

## Личная жизнь
В 2003—2011 годах был женат на актрисе Кейт Уинслет, от которой у него есть сын Джо Алфи Уинслет Мендес (22.12.2003). С 2017 года он женат на трубачке Элисон Болсом; их дочь родилась в том же году.

## Фильмография
- «Волшебник страны Оз»

| Год       |     | Русское название                              | Оригинальное название                                            | Роль                          |
| --------- | --- | --------------------------------------------- | ---------------------------------------------------------------- | ----------------------------- |
| 1993      | тф  | Кабаре                                        | Cabaret                                                          | режиссёр                      |
| 1996      | тф  | Компания                                      | Company                                                          | режиссёр                      |
| 1999      | ф   | Красота по-американски                        | American Beauty                                                  | режиссёр                      |
| 2002      | ф   | Проклятый путь                                | Road to Perdition                                                | режиссёр, продюсер            |
| 2005      | ф   | Морпехи                                       | Jarhead                                                          | режиссёр                      |
| 2006      | ф   | Попасть в десятку                             | Starter for 10                                                   | исполнительный продюсер       |
| 2007      | тф  | Стюарт: Прошлая жизнь                         | Stuart: A Life Backwards                                         | исполнительный продюсер       |
| 2007      | ф   | То, что мы потеряли                           | Things We Lost in the Fire                                       | продюсер                      |
| 2007      | ф   | Бегущий за ветром                             | The Kite Runner                                                  | исполнительный продюсер       |
| 2008      | ф   | Дорога перемен                                | Revolutionary Road                                               | режиссёр, продюсер            |
| 2009      | ф   | В пути                                        | Away We Go                                                       | режиссёр                      |
| 2010      | ф   |                                               | Out of the Ashes                                                 | исполнительный продюсер       |
| 2012      | ф   | 007: Координаты «Скайфолл»                    | Skyfall                                                          | режиссёр                      |
| 2012—2016 | с   | Пустая корона                                 | The Hollow Crown                                                 | исполнительный продюсер       |
| 2012      | ф   | Кровь                                         | Blood                                                            | исполнительный продюсер       |
| 2014      | тф  | Национальный театр в прямом эфире: Король Лир | National Theatre Live                                            | режиссёр                      |
| 2014—2016 | с   | Страшные сказки                               | Penny Dreadful                                                   | исполнительный продюсер       |
| 2015      | ф   | 007: Спектр                                   | Spectre                                                          | режиссёр                      |
| 2018      | кор |                                               | Louis Vuitton: Attrape-Rêves — Where Will Your Journey Take You? | режиссёр                      |
| 2019      | ф   | 1917                                          | 1917                                                             | режиссёр, сценарист, продюсер |
| 2022      | ф   | Империя света                                 | Empire of Light                                                  | режиссёр, сценарист, продюсер |

## Награды и номинации
| Премия                         | Год  | Фильм                        | Категория                    | Результат |
| ------------------------------ | ---- | ---------------------------- | ---------------------------- | --------- |
| «Оскар»                        | 2000 | «Красота по-американски»     | Лучший режиссёр              | Победа    |
| «Оскар»                        | 2020 | «1917»                       | Лучший фильм                 | Номинация |
| «Оскар»                        | 2020 | «1917»                       | Лучший режиссёр              | Номинация |
| «Оскар»                        | 2020 | «1917»                       | Лучший оригинальный сценарий | Номинация |
| «Золотой глобус»               | 2000 | «Красота по-американски»     | Лучший режиссёр              | Победа    |
| «Золотой глобус»               | 2009 | «Дорога перемен»             | Лучший режиссёр              | Номинация |
| «Золотой глобус»               | 2020 | «1917»                       | Лучший режиссёр              | Победа    |
| BAFTA                          | 2000 | «Красота по-американски»     | Лучший режиссёр              | Номинация |
| BAFTA                          | 2013 | «007: Координаты «Скайфолл»» | Лучший британский фильм      | Победа    |
| BAFTA                          | 2020 | «1917»                       | Лучший фильм                 | Победа    |
| BAFTA                          | 2020 | «1917»                       | Лучший британский фильм      | Победа    |
| BAFTA                          | 2020 | «1917»                       | Лучший режиссёр              | Победа    |
| «Выбор критиков»               | 2000 | «Красота по-американски»     | Лучший режиссёр              | Победа    |
| «Выбор критиков»               | 2020 | «1917»                       | Лучший режиссёр              | Победа    |
| «Спутник»                      | 2000 | «Красота по-американски»     | Лучший режиссёр              | Номинация |
| «Спутник»                      | 2019 | «1917»                       | Лучший режиссёр              | Номинация |
| Венецианский кинофестиваль     | 2002 | «Проклятый путь»             | Золотой лев                  | Номинация |
| «Сезар»                        | 2001 | «Красота по-американски»     | Лучший иностранный фильм     | Номинация |
| «Давид ди Донателло»           | 2000 | «Красота по-американски»     | Лучший иностранный фильм     | Номинация |
| «Давид ди Донателло»           | 2013 | «007: Координаты „Скайфолл“» | Лучший европейский фильм     | Номинация |
| Премия Гильдии режиссёров США  | 2000 | «Красота по-американски»     | Лучший режиссёр              | Победа    |
| Премия Гильдии режиссёров США  | 2020 | «1917»                       | Лучший режиссёр              | Победа    |
| Премия Гильдии продюсеров США  | 2020 | «1917»                       | Лучший фильм                 | Победа    |
| Премия Гильдии сценаристов США | 2020 | «1917»                       | Лучший оригинальный сценарий | Номинация |